# جبل نمرود
جبل نمرود (بالتركية: Nemrut Dağı)، (بالكردية: Çiyayê Nemrûdê)، (بالأرمنية: Նեմրութ լեռ) هو أعلى متحف مفتوح في العالم ويبلغ ارتفاعه 2134م ويقع جنوب شرق تركيا وتحديدا في مدينة كاهاتا التركية الواقعة في محافظة أديامان حيث يعيش الأكراد. وقد نصبت على الجبل تماثيل تعود إلى القرن 1 ق م، يرجح أنها كانت في السابق مقبرة ملكية.

## التاريخ

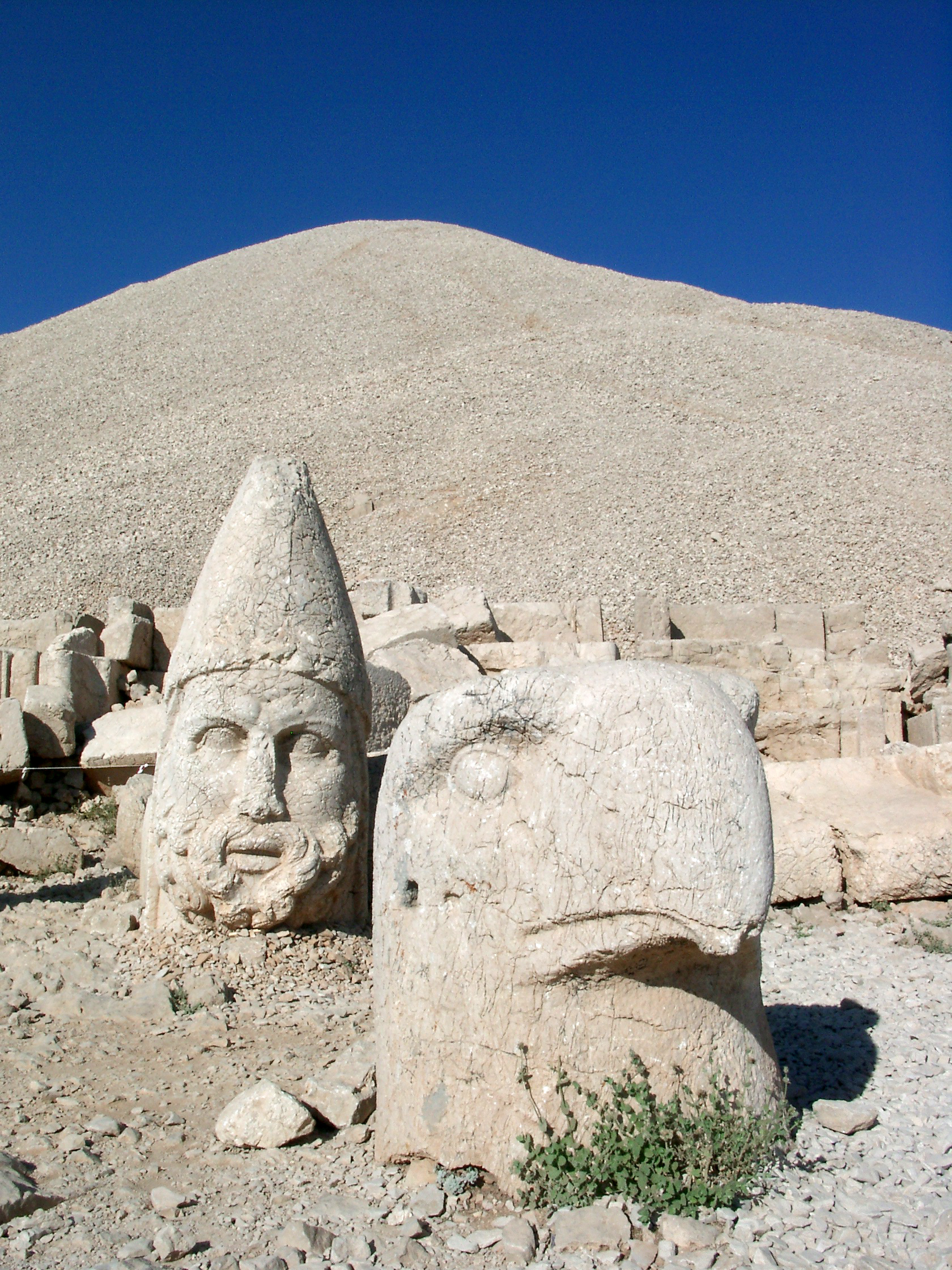
داخل منتزة جبل نمرود

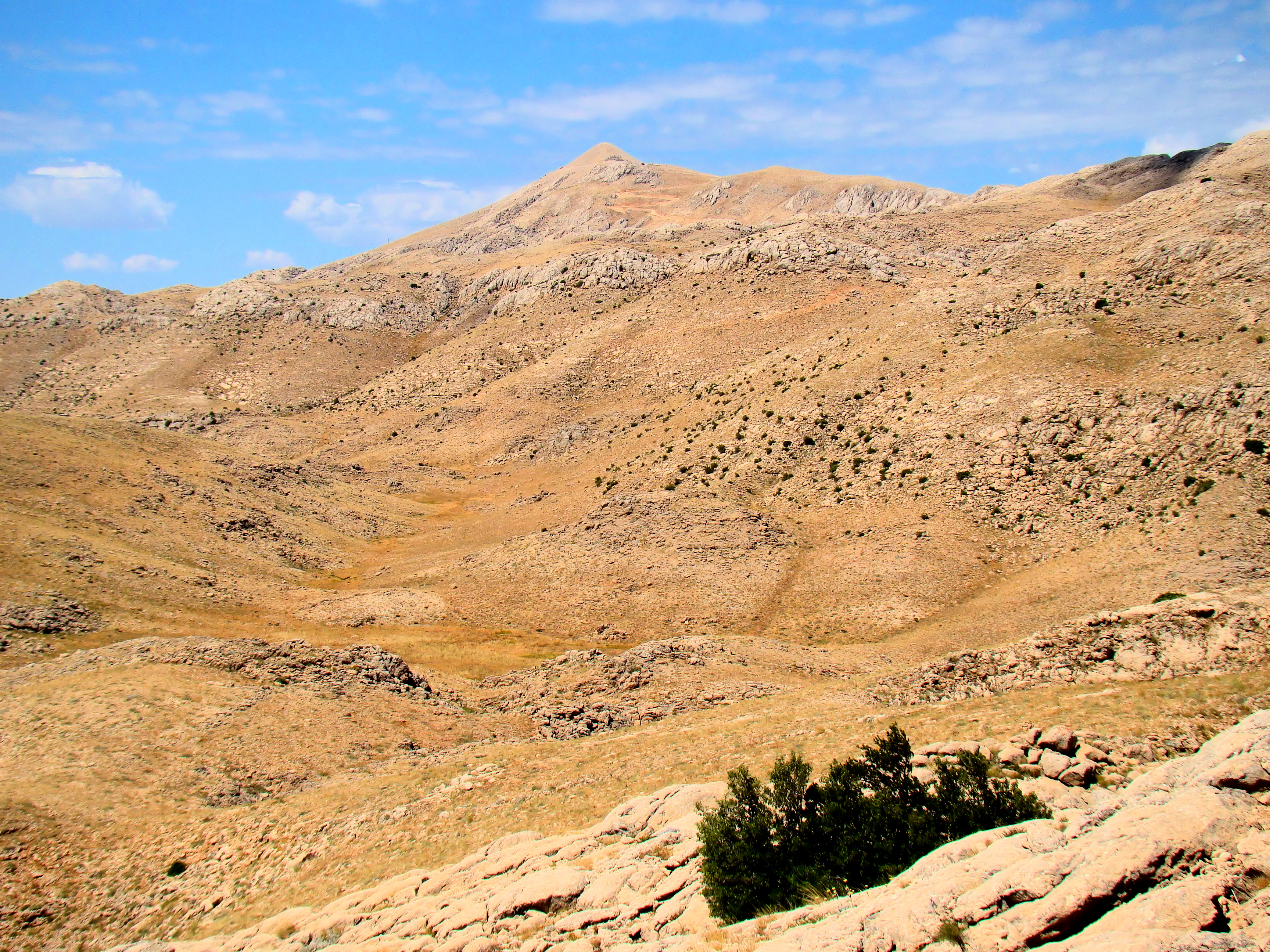
جبل نمرود

يعود اكتشاف التماثيل الموجودة في جبل نمرود إلى القرن التاسع عشر حيث كان الرسام عثمان حمدي بك هو أول من عثر عليها أثناء قيامه بالحفريات مع فريقه. ومنذ تلك اللحظة صنفت كأعلى آثار في العالم.
وتقول الأسطورة الأرمنية أن على سفح هذا الجبل هلك نمرود (والذي كان يسمى بيل) بسهم من الأب المؤسس للأمة الأرمنية (هايك)، وعلى الرغم من أن نمرود لم يكن إغريقيا ولا فارسيا بل كان آشوريا من بلاد الرافدين كما ذكره التاريخ والتوراة والتراث الإسلامي، إلا أن التماثيل الموجودة بدت كلها أحدث من عهده وأشبه ما يكون بالشخصيات الأرمنية والفارسية. 